# Cryptolestes halevyae
Cryptolestes halevyae là một loài bọ cánh cứng trong họ Laemophloeidae. Loài này được Thomas miêu tả khoa học năm 1993.